# De Olifant (Birdaard)
De Olifant (Fries: De Oaljefant) is een poldermolen ruim een kilometer ten zuiden van het Friese dorp Birdaard, dat in de Nederlandse gemeente Noardeast-Fryslân ligt.

## Beschrijving
De Olifant, een munnikmolen (Fries: muonts), werd oorspronkelijk in 1856 gebouwd voor de bemaling van de Oostwolderpolder bij het Groningse Oostwold. De maalvaardige grondzeiler werd in 1867 voor 2000 gulden gekocht door het bestuur van de toen net opgerichte polder De Olifant en herbouwd op zijn huidige locatie.
In 1970 verloor de molen zijn functie. Hij werd in 1977 eigendom van de Stichting De Fryske Mole, die de molen in 1978-1979 liet restaureren. In 1991 gebeurde dat opnieuw. In 2007 werden de beide roeden van de molen wegens de slechte staat waarin ze verkeerden vervangen door nieuwe. Gekozen werd voor een constructie van de firma Vaags, waarbij de verzinkte roeden elk uit twee helften bestaan, die met bouten aan elkaar zijn vastgemaakt.
De Olifant heeft voor het uitmalen een grote en een kleine vijzel en kan daarnaast met behulp van een derde vijzel in tijden van droogte ook inmalen. De molen kan op afspraak worden bezichtigd. De grote uitmaalvijzel heeft een doorsnede van 161 cm en de kleine uitmaalvijzel 121 cm. De inmaalvijzel heeft een doorsnede van 137 cm.
Het kruiwerk bestaat uit een neutenkruiwerk met 24 neuten. De kap van de molen wordt gekruid met behulp van een kruilier.
De molen heeft een vaste Vlaamse vang, die bediend wordt met een wipstok. De vangbalk ligt bij de draaiende molen op een duim.

## Overbrengingen
- De overbrengingsverhoudingen van de uitmaalvijzels zijn 1 : 2,50 respectievelijk 2,79.
- Het bovenwiel heeft 65 kammen en de bovenbonkelaar 37 kammen. De koningsspil draait hierdoor 1,76 keer sneller dan de bovenas. De steek, de afstand tussen de staven, is 12 cm.
- Het spoorwiel heeft 71 kammen, de schijfloop voor de grote uitmaalvijzel heeft 38 staven en die voor de kleine uitmaalvijzel 36. De steek is 10,2 cm.
- Het onderwiel voor de grote uitmaalvijzel heeft 35 kammen en het bijbehorende vijzelwiel 46. Het onderwiel voor de kleine uitmaalvijzel heeft 33 kammen en het bijbehorende vijzelwiel 41.
- De grote uitmaalvijzel draait hierdoor 1,87 keer sneller dan de koningsspil en 2,50 keer sneller dan de bovenas.
- De kleine uitmaalvijzel draait hierdoor 1,97 keer sneller dan de koningsspil en 2,79 keer sneller dan de bovenas.

## Fotogalerij

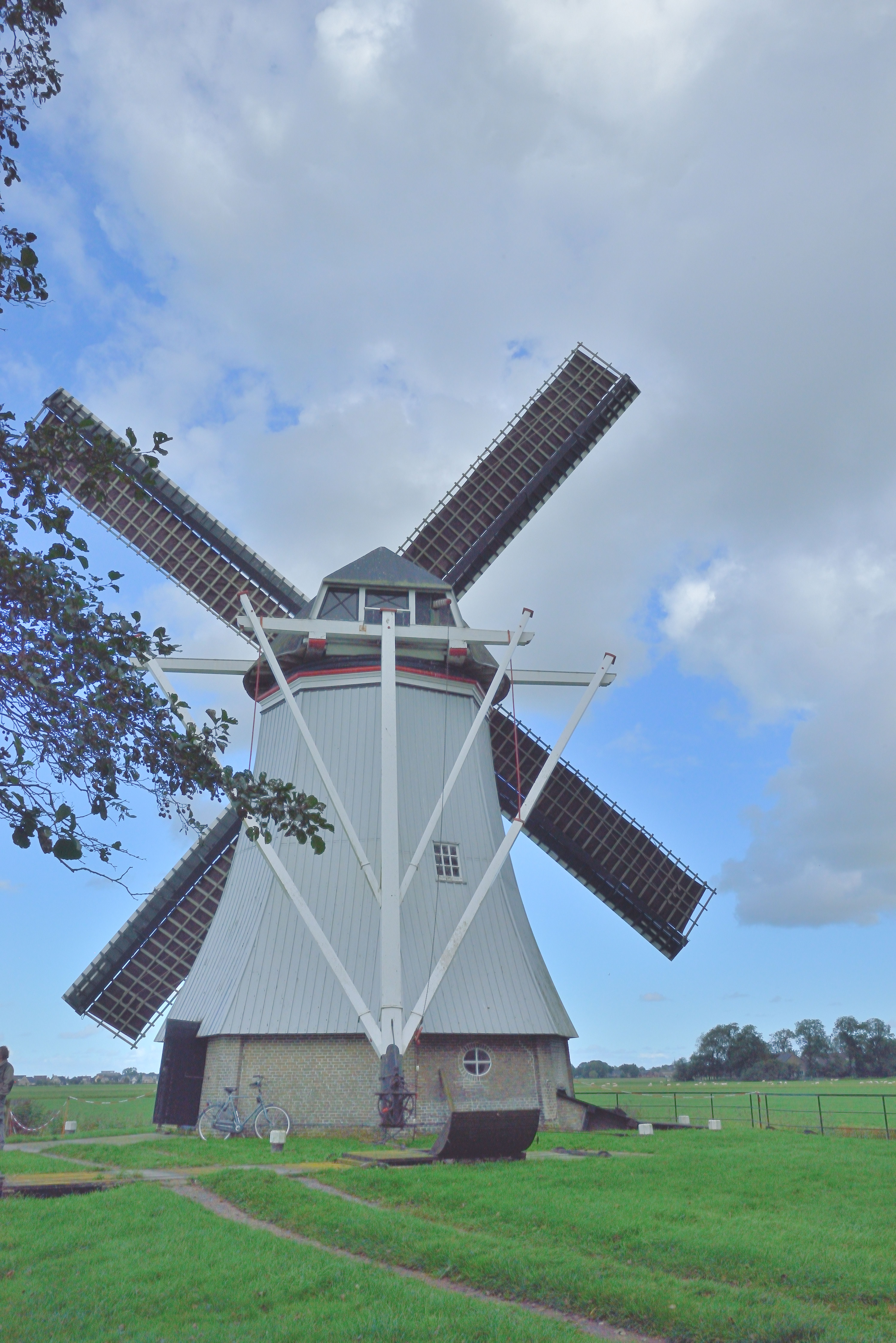
September 2015
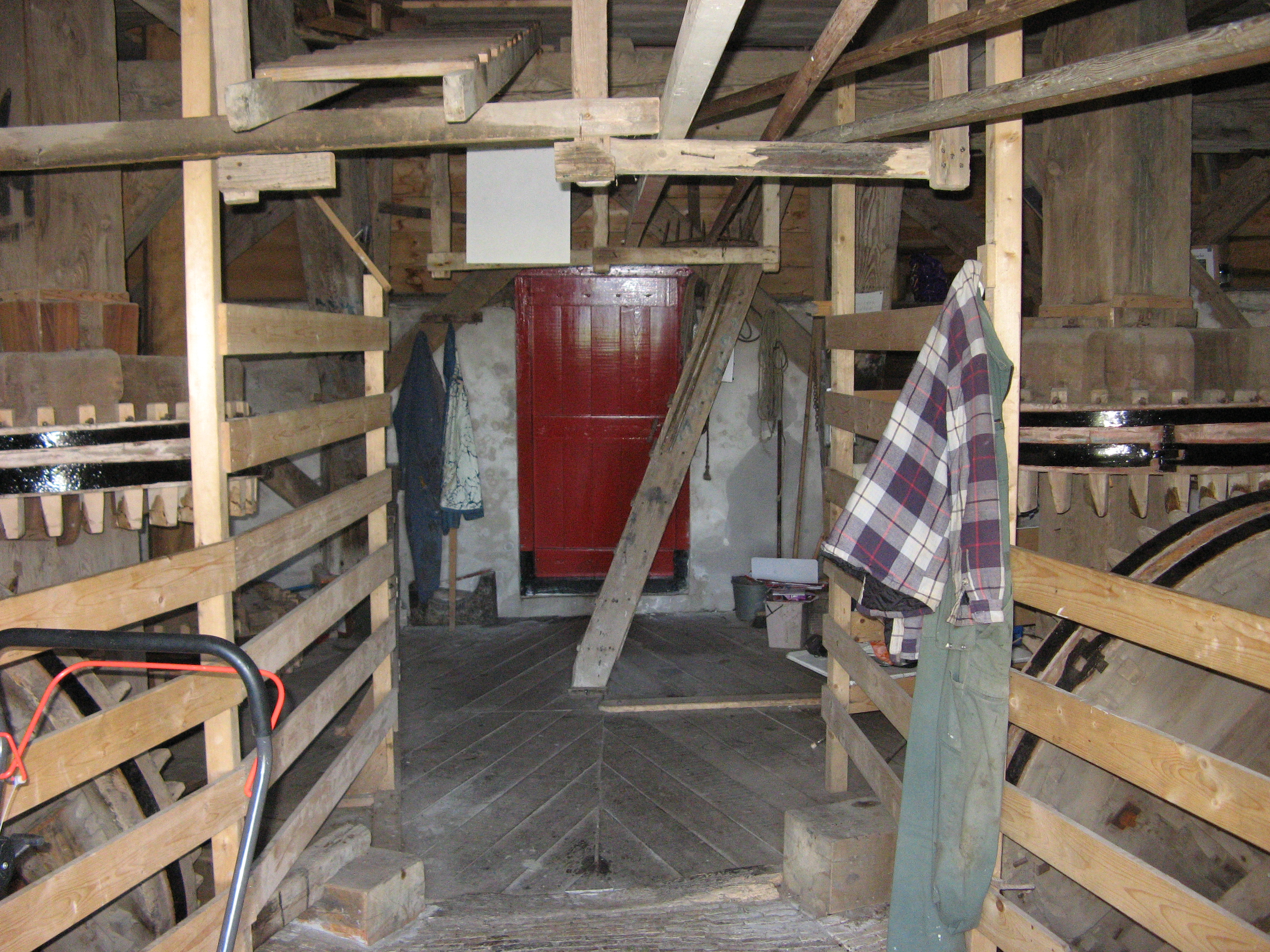
Begane grond
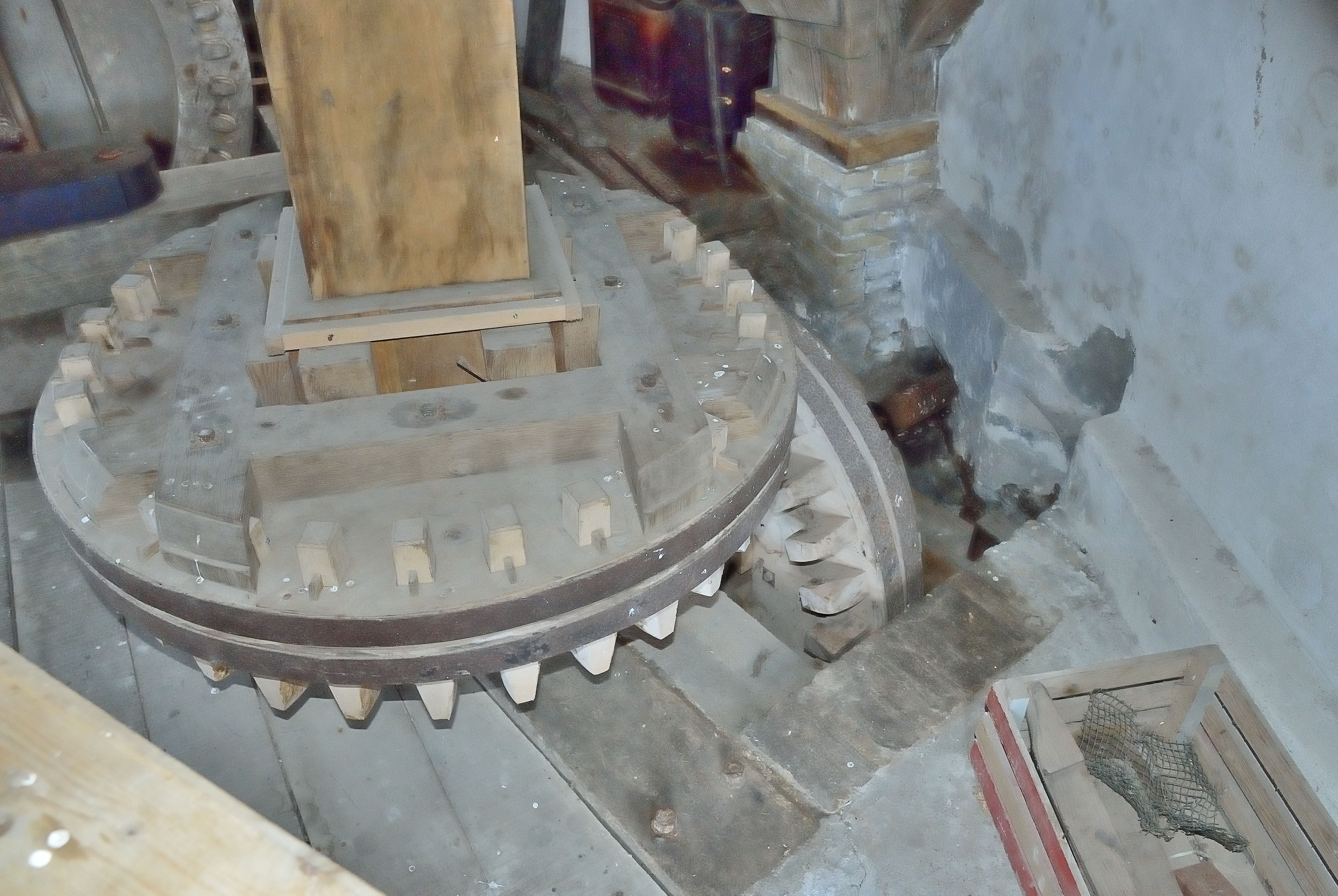
Aandrijving inmaalvijzel
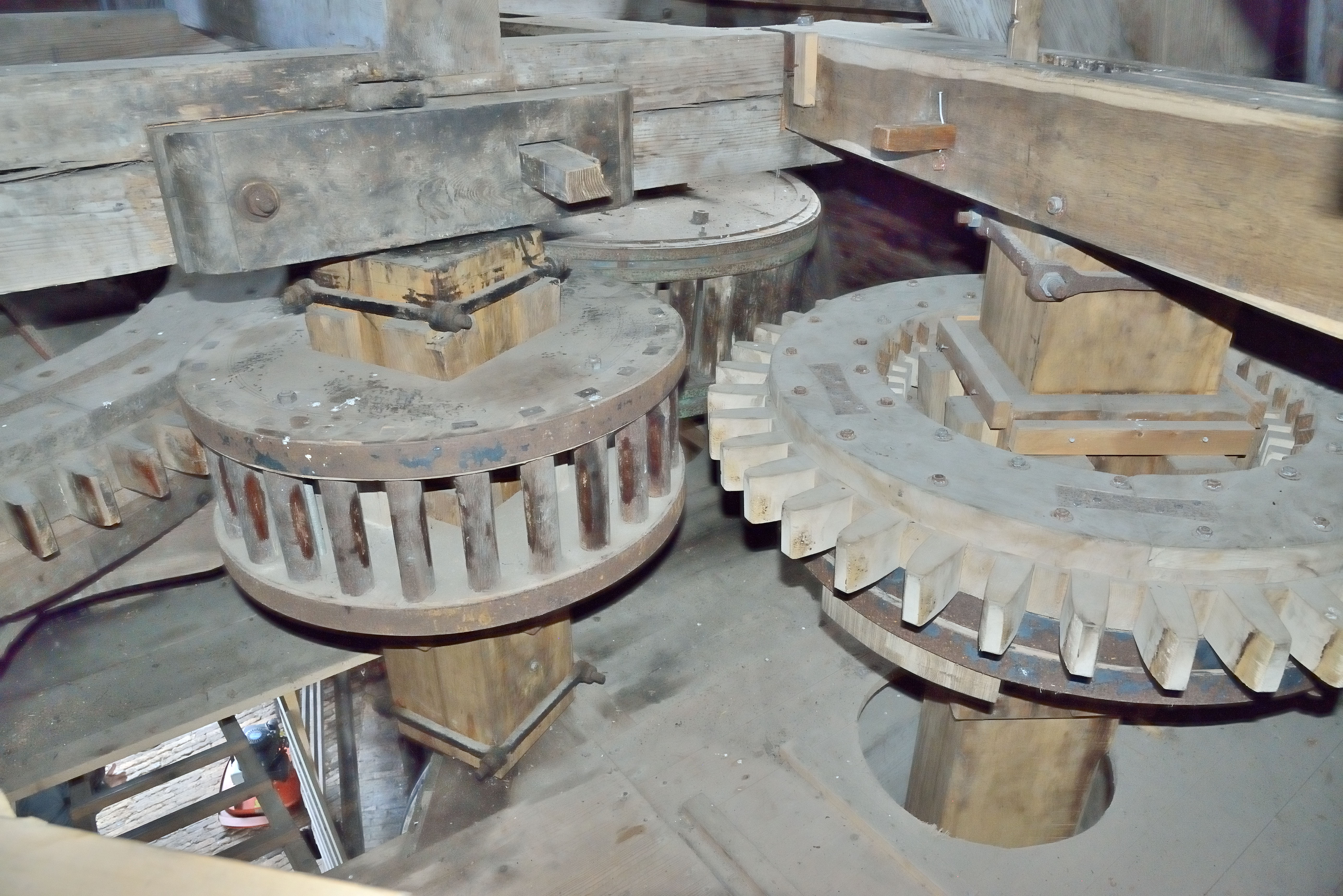
Aandrijving inmaalvijzel met tussenwiel
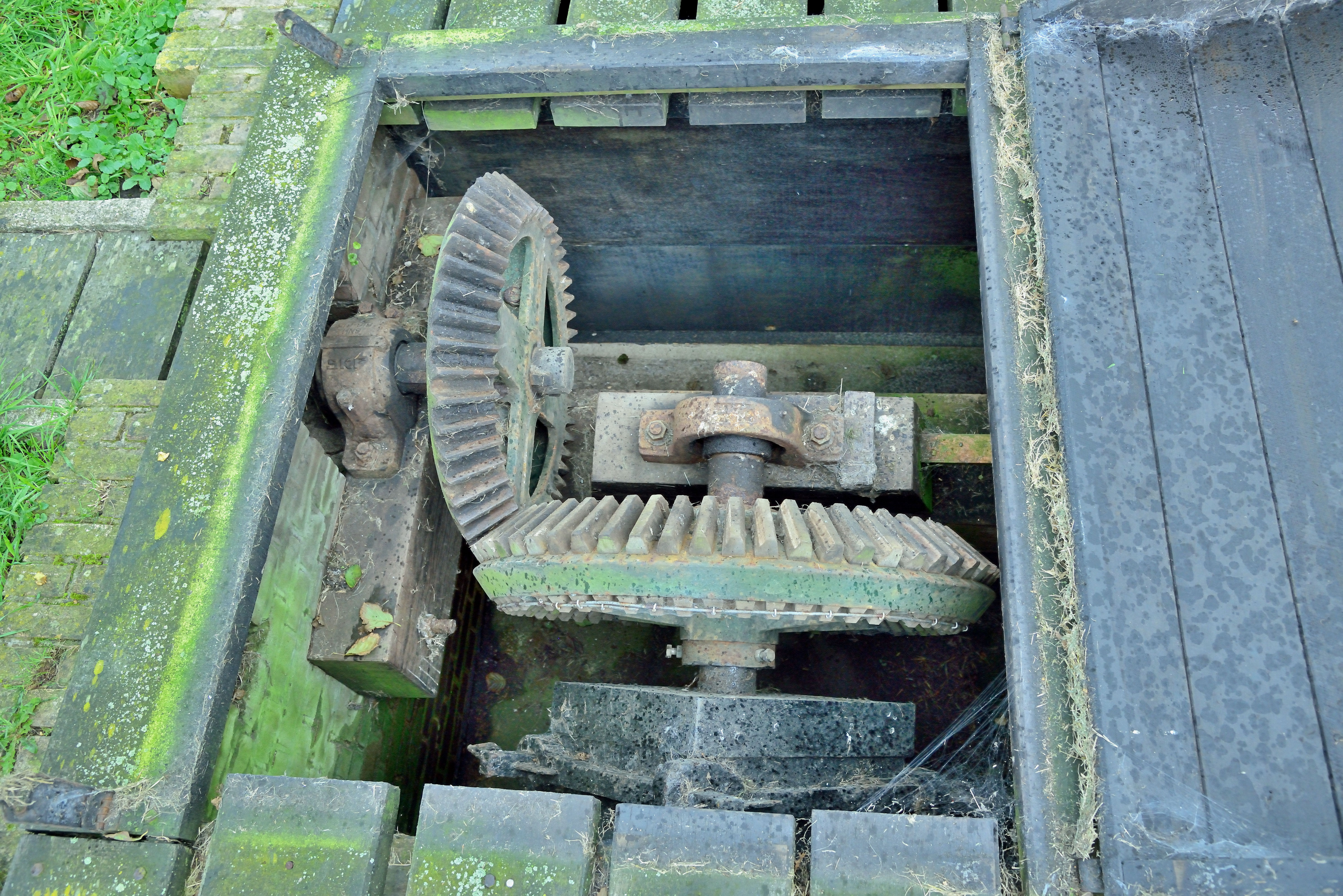
Aandrijving inmaalvijzel
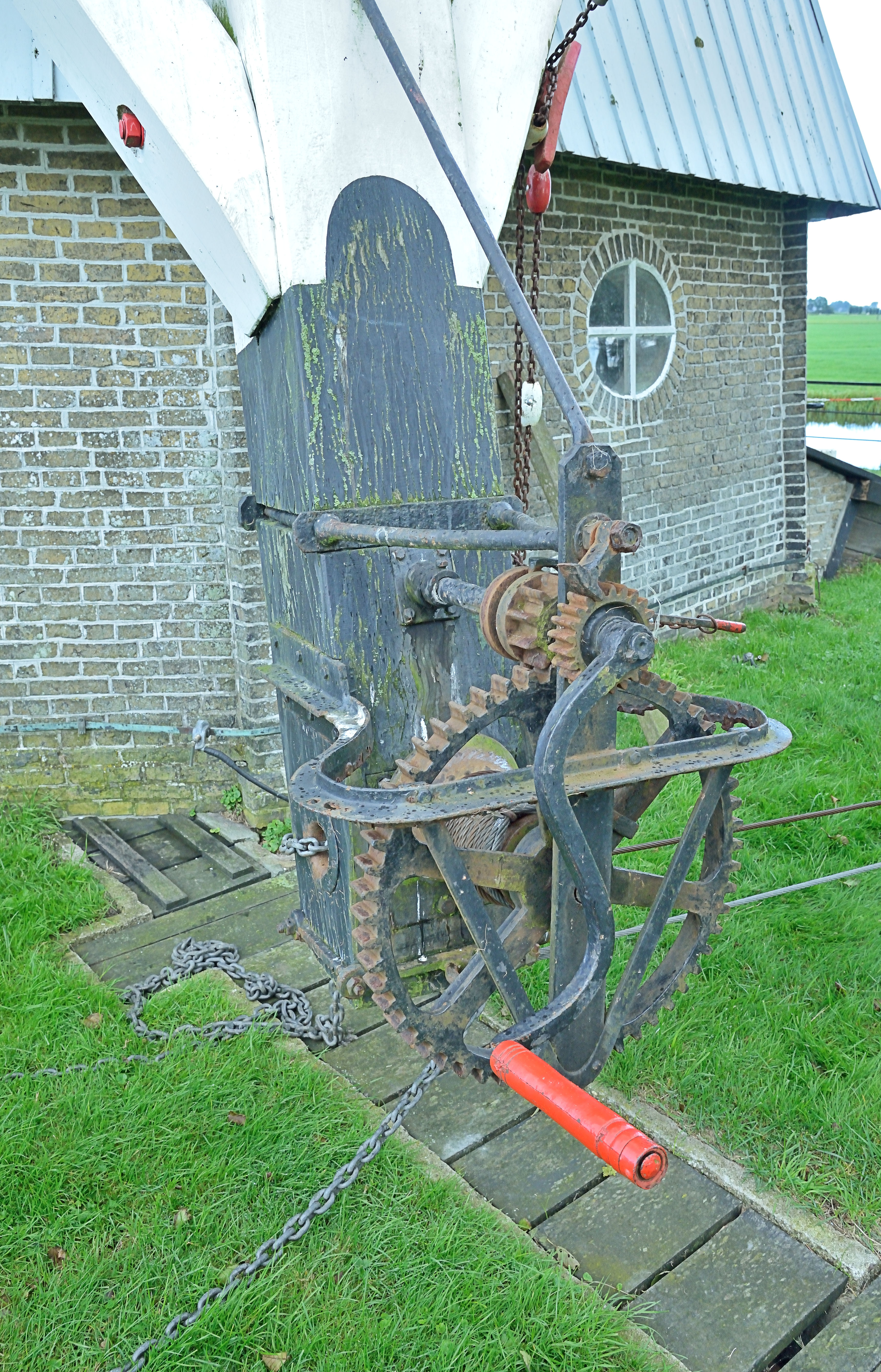
Kruilier
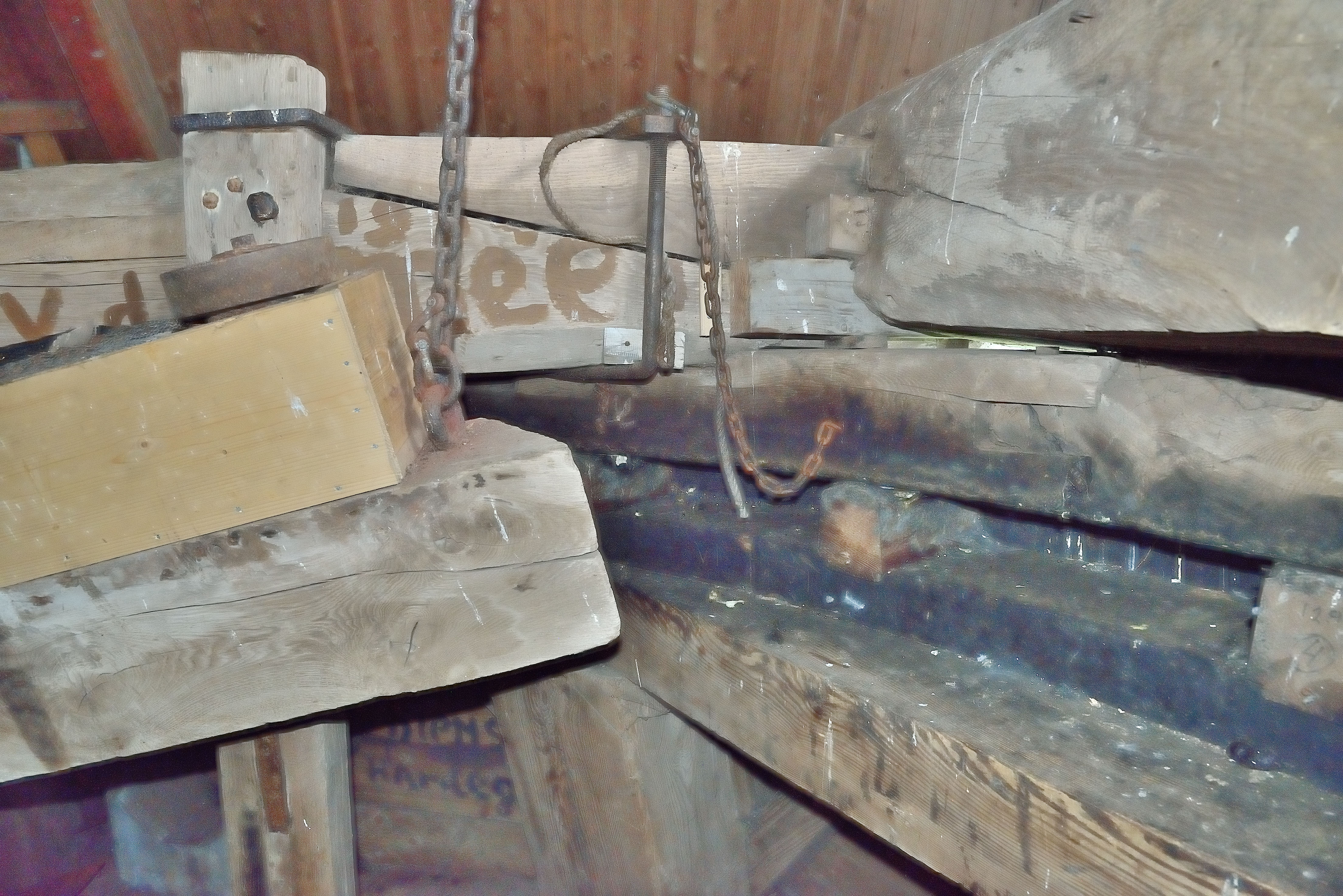
Aangescherfd rechter voeghout
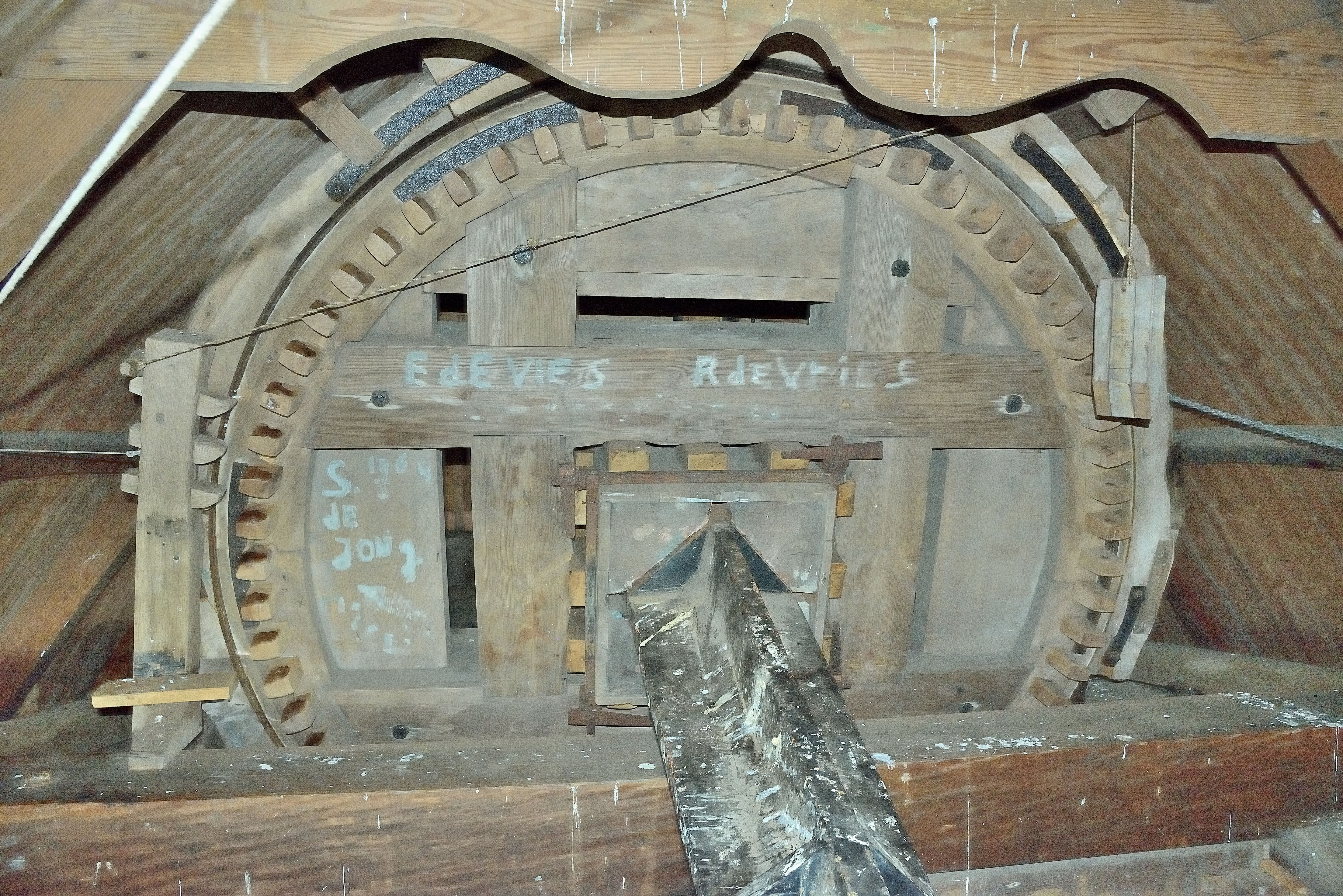
Bovenwiel
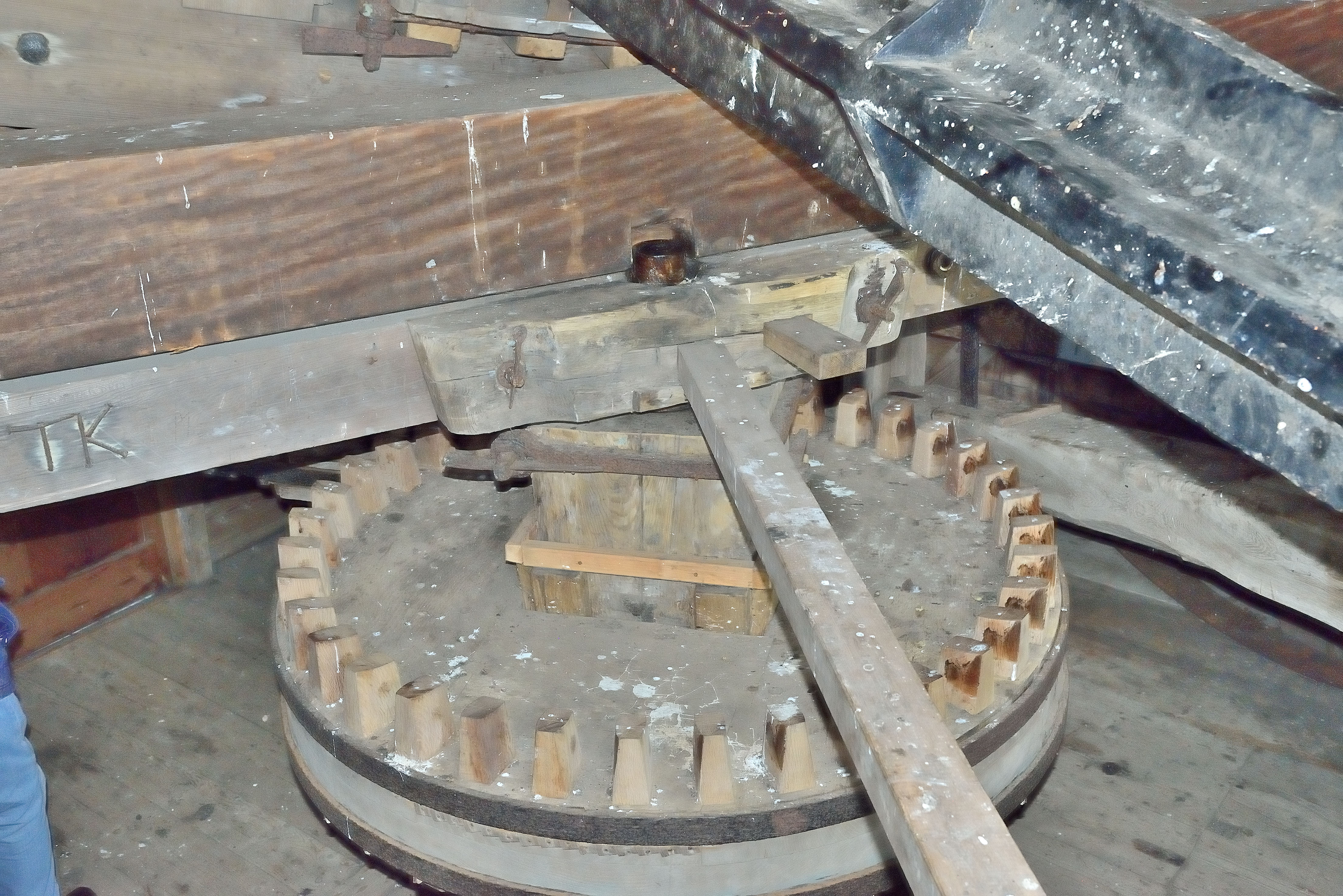
Bovenbonkelaar